# Trubbvinklad fältmätare
Trubbvinklad fältmätare (Dysstroma truncata) är en fjärilsart som beskrevs av Johann Siegfried Hufnagel 1767. Trubbvinklad fältmätare ingår i släktet Dysstroma och familjen mätare, Geometridae. Arten är reproducerande i Sverige. En underart finns listad i Catalogue of Life, Dysstroma truncata fusconebulosa Inoue, 1976.

## Bildgalleri

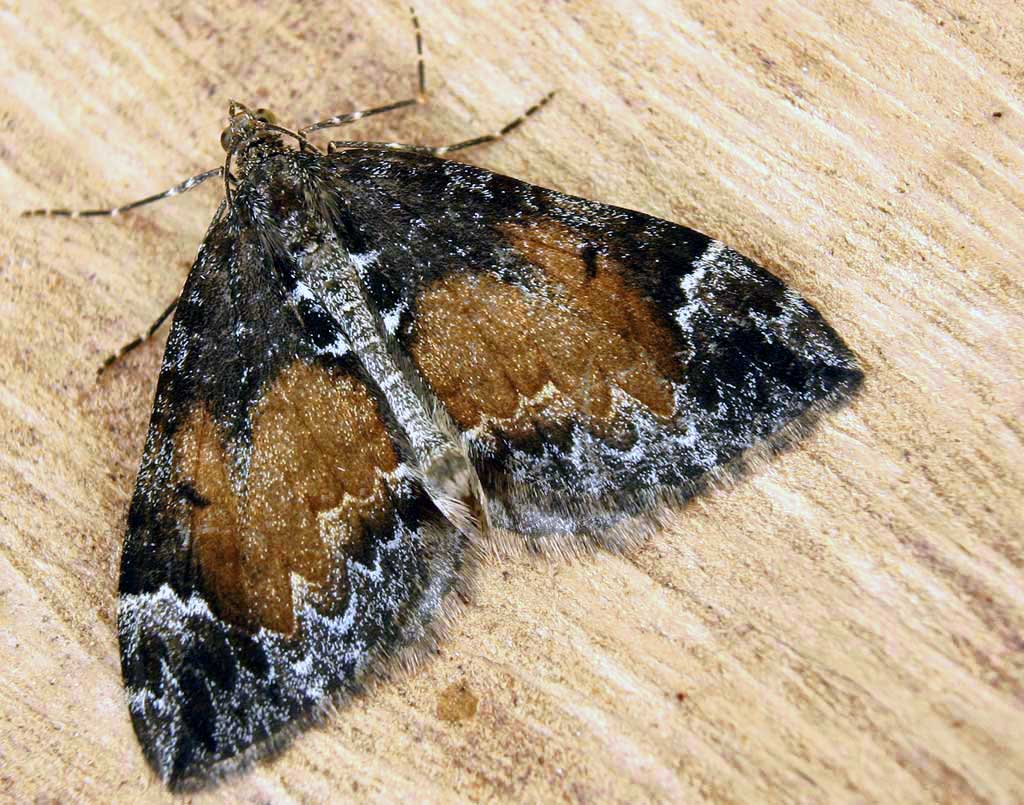
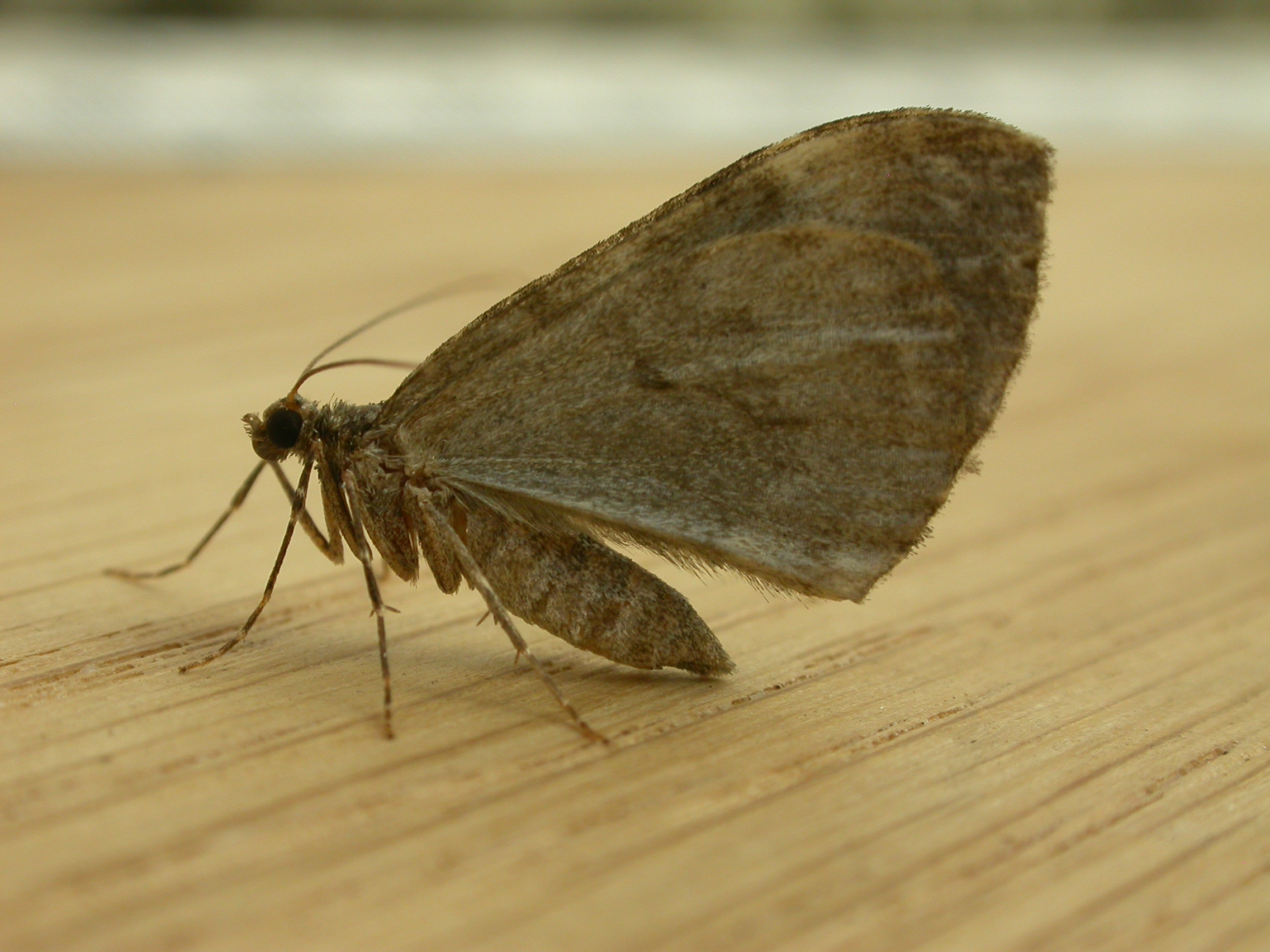
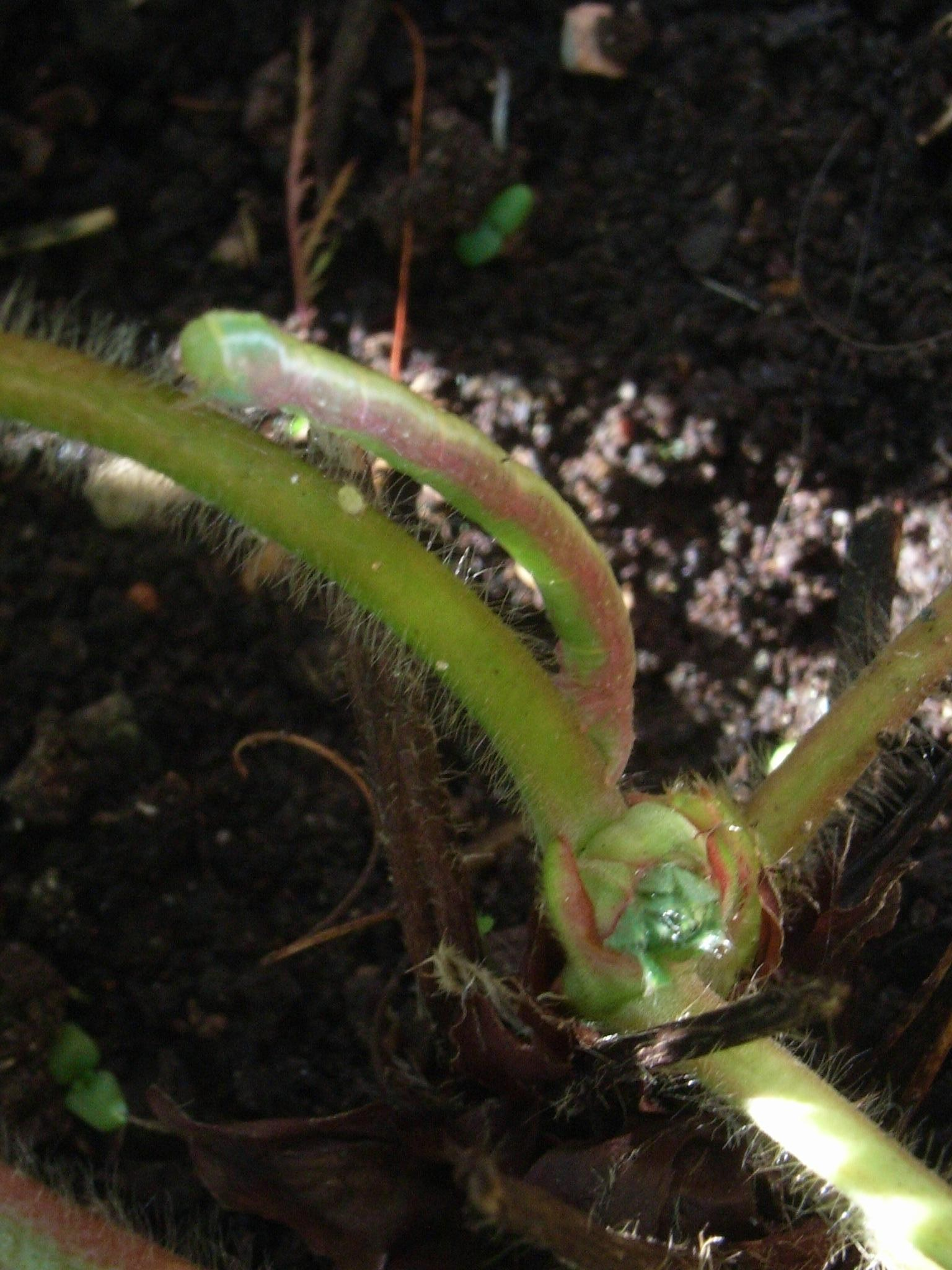